# Æthelred Mucel
Pour les articles homonymes, voir Æthelred.
Æthelred Mucel ou Mucill est un noble anglo-saxon de la deuxième moitié du IXe siècle. Ealdorman des Gaini, un peuple de Mercie, il est le beau-père du roi Alfred le Grand.

## Biographie
La biographie du roi Alfred le Grand achevée par le moine gallois Asser en 893 mentionne « Æthelred, comte des Gaini, surnommé Mucill » comme étant le père d'Ealhswith, la femme d'Alfred. Il précise que sa femme, nommée Eadburh, est une descendante de la lignée royale de Mercie.
Les chartes merciennes du IXe siècle mentionnent plusieurs individus portant le nom de Mucel ou Mucill, variante orthographique de l'adjectif vieil-anglais micel qui signifie « grand ». L'un d'entre eux, qui atteste entre 830 et 866, pourrait être le beau-père du roi Alfred.
Un autre enfant d'Æthelred Mucel est connu : Æthelwulf, qui gouverne l'ouest et peut-être le centre de la Mercie sous l'autorité d'Æthelred, le gendre d'Alfred. Son décès est mentionné dans le manuscrit A de la Chronique anglo-saxonne sous l'année 902 (recte 901).